# Chlodwig
Chlodwig ist ein männlicher Vorname, eine Frühform von Ludwig.

## Namensherkunft und Bedeutung
Der Name Chlodwigs (altnordisch Hlǫðvér)  ist ein zweigliedriger germanischer Voll- beziehungsweise männlicher durchsichtiger Personenname.
Das vordere, erste Glied ist aus germanisch  *hlud- rekonstruiert und ist analog indogermanisch belegt durch altirisch cloth = „Ruhm“, lateinisch inclutus, altgriechisch ϰλυτός mit der Bedeutung „berühmt“. Das zweite, hintere Glied-wig gehört zu germanisch *wigan „kämpfen“ (altenglisch wiga „Kämpfer“), eine Nebenform mit ī (langvokalisches i) ist germanisch *wīgan „kämpfen“ (althochdeutsch wīg „Kampf“). Daraus folgt eine Gesamtdeutung des Namens als der „Ruhmreiche Kämpfer“.
Hierzu abweichend geht R. van der Meulen davon aus, dass Gregor von Tours den Namen Chlodwig ohne Ausnahme mit o (also mit einem gerundeten halbgeschlossenen Hinterzungenvokal) geschrieben hat. Dadurch wäre eine Herleitung aus *leudha- („Kriegsbeute“) wahrscheinlicher, was die Bedeutung „Beute (bringender) Kämpfer“ ergäbe.

## Varianten
- Clovis (französisch, davon auch Louis)
- Chlodowech, Chlodowic, Hludowic

## Namensträger
Fränkische Könige aus dem Geschlecht der Merowinger:
- Chlodwig I. (466–511)
- Chlodwig II. (639–657)
- Chlodwig (III.) von Austrasien (675–676) (frz. Clovis III)
- Chlodwig III. (690–694) (frz. Clovis IV)

Weitere Namensträger:
- Chlodwig Beck (1924–2011), deutscher HNO-Arzt und Professor an der Universität Freiburg im Breisgau
- Chlodwig von Hessen-Philippsthal-Barchfeld (1876–1954), Titular-Landgraf aus dem Haus Hessen
- Chlodwig zu Hohenlohe-Schillingsfürst (1819–1901), bayerischer Ministerpräsident und Reichskanzler des Deutschen Reiches
- Chlodwig Poth (1930–2004), deutscher Satiriker und Karikaturist
- Chlodwig von Sydow (1824–1907), preußischer Verwaltungsjurist, Richter, Landrat und Regierungspräsident

Form Clovis
- Clovis Brunel (1884–1971), französischer Romanist, Provenzalist und Mediävist
- Clovis Cornillac (* 1968), französischer Filmschauspieler
- Clovis Hesteau de Nuysement (16./17. Jahrhundert), französischer Dichter und Alchemist
- Clovis Nicolas (* 1973), französischer Jazz-Kontrabassist
- Clovis Sagot (1854–1913), ursprünglich französischer Clown, ab 1904 Kunsthändler unter anderen von Pablo Picasso
- Clovis Trouille (1889–1975), französischer Sonntagsmaler, Restaurator und Dekorateur